# Made in Abyss
Made in Abyss (メイドインアビス Shin'en de tsukura reta?) es una serie de manga escrita e ilustrada por Akihito Tsukushi. La historia presenta una fosa enorme y de profundidad desconocida denominada «el Abismo», que alberga reliquias, flora y fauna peligrosas, y misterios relacionados con una civilización antigua. La protagonista es una niña llamada Riko, una aprendiz de «Cave Raider» —aquellos que se sumergen para rescatar tesoros y poder venderlos—, hija de una exploradora de leyenda que permanece dentro del Abismo desde hace años. Durante una expedición, encuentra a un niño cíborg amnésico al que nombra «Reg», quien aparentemente proviene del fondo y del que se hace amiga. Aunque seguidamente se halla evidencia que indicaría la muerte de su madre, Riko cree que sigue con vida y opta por adentrarse secretamente en el hoyo con el fin de encontrarla, para lo que contará con las habilidades de Reg, quien la acompañará y protegerá.
La historia está inspirada en obras de múltiples formatos: por ejemplo, la idea de los elementos fantásticos en un entorno naturalístico proviene de videojuegos de rol y del manga Silver Spoon. La historieta de Jirō Taniguchi La cumbre de los dioses también sirvió como base, en virtud de su premisa ambientada en un sitio desolador: el monte Everest. Asimismo, Tsukushi se valió de diversos materiales escritos para las ilustraciones, en las que destaca la presencia de tonos grisáceos, a diferencia de los acostumbrados blanco y negro. La característica principal de Made in Abyss es el contraste entre el estilo artístico, caricaturesco y «adorable», y escenas de crueldad extrema que además están plagadas de alusiones sexuales. El primer capítulo se publicó el 20 de octubre de 2012 de forma digital en la revista Web Comic Gamma, de la editorial japonesa Takeshobo. Con respecto al formato físico, entre el 31 de julio de 2013 y el 8 de agosto de 2025 la serie se recopiló en catorce volúmenes tankōbon. Las versiones en español son difundidas por las editoriales Ivrea y Panini. La serialización mantiene un ritmo lento, puesto que en algunas oportunidades la publicación de un capítulo ha llevado hasta seis meses. En julio de 2017, Web Comic Gamma comenzó la edición de Made in Abyss Official Anthology, una historieta compuesta por relatos cortos con base en la serie, concebidos por diferentes autores.
La trama se adaptó a anime en 2017, con producción de Kinema Citrus y dirección de Masayuki Kojima. Entre el 7 de julio y el 29 de septiembre, se emitieron trece episodios en, entre otras cadenas japonesas, AT-X y Tokyo MX. Dos años después se estrenaron dos películas que recopilan, con ligeras diferencias, el material del programa: Made in Abyss: Journey's Dawn y Made in Abyss: Wandering Twilight. En 2020 se produjo otro largometraje, Made in Abyss: Dawn of the Deep Soul, que sirve como continuación directa del anime. El mismo equipo que produjo el programa y las películas realizó en 2022 una segunda temporada, titulada Made in Abyss: The Golden City of the Scorching Sun, cuyos doce episodios se transmitieron desde el 6 de julio hasta el 28 de septiembre. Los sitios que licenciaron la serie para su distribución en países hispanohablantes son Selecta Visión, únicamente para España, y HIDIVE. La banda sonora estuvo a cargo de Kevin Penkin y se recopiló en dos álbumes, uno para cada temporada. La franquicia también generó un videojuego de rol titulado Made in Abyss: Binary Star Falling into Darkness, disponible para PlayStation 4, Nintendo Switch y PC.
Made in Abyss adquirió una considerable popularidad en la industria del anime y manga, y suscitó críticas sumamente positivas de los medios de comunicación, en virtud de las ilustraciones de la historieta y la animación del programa, la narrativa, la banda sonora, el diseño de personajes y el desarrollo de los eventos, cada vez más sombrío. Sin embargo, varios analistas coincidieron en que Made in Abyss presenta escenas innecesariamente sexuales, todas protagonizadas por niños, y demasiado crueles. Por lo demás, se lanzaron productos relacionados con la franquicia, muchos de los cuales están inspirados en la imagen de Nanachi, personaje que se hizo con cierta notoriedad desde la publicación de los primeros volúmenes.

## Argumento

### Trasfondo
El mundo de Made in Abyss ha sido explorado en su totalidad, excepto una fosa de cientos de metros de espesor y de profundidad ignota conocida como «el Abismo», cuyas regiones más inhóspitas se desconocen. Guarda dentro incontables cuevas, criaturas mitológicas y misteriosos artefactos abandonados, a los que se llama «reliquias». Estas, remanentes de una civilización antigua e ignorada, aumentan en calidad y valor dependiendo de qué tan profundo se encuentren. Es común el hallazgo de esqueletos que han quedado del citado pueblo, muchos de los cuales permanecen contorsionados en posición de plegaria. Por todo ello, el Abismo tiene connotación fascinante para los «Cave Raiders» —en español: «Saqueadores de cavernas»—, como se denomina a aquellos excavadores que descienden con el fin de desempeñarse de cazarrecompensas. Clasificados en función de cuánto puedan bajar y a la vez evitar una muerte segura, los de mayor rango son bautizados «Silbatos Blancos», porque llevan uno colgado del cuello, y los de menor nivel tienen prohibido sumergirse en determinadas profundidades.
Además de la monstruosa fauna y flora, los Cave Raiders deben enfrentarse a la «Maldición del Abismo», un mal que los afecta cuanto más profundamente desciendan dentro de la fosa, donde una sucesión de capas ejerce una presión que los aflige y enferma progresivamente de manera fatal. No se manifiestan síntomas en la ida, debido a que la maldición solo surte efecto durante la ascensión; el causante es un campo de fuerza que traslada luz solar y nutrientes a todas las regiones del Abismo. Las zonas son siete en total y se considera imposible regresar a la superficie una vez adentrado en la sexta, con lo cual, los escasos exploradores que penetran este sitio lo hacen para cumplir su «última misión», a sabiendas de que este acto es de carácter suicida. Las capas tienen diferentes biomas y hay indicios de que cada una es aproximadamente dos mil años más antigua que la anterior.

### Sinopsis
La historia gira en torno a Riko, una niña que vive en Ōrth, ciudad situada al borde del Abismo, en un orfanato donde se enseña el oficio de Cave Raider. Los jóvenes que residen allí son hijos de cazadores de reliquias que han muerto en funciones o que aún no han salido de la fosa, y acatan un estricto sistema de reglas. El establecimiento vende las reliquias que encuentre y de esta forma se mantiene, por lo que los niños tienen prohibido quedarse con ningún objeto. Riko es hija de Lyza la Aniquiladora, una exploradora legendaria que lleva años desaparecida, así que la recuerda vagamente. Un día, durante una expedición, a pocos metros encuentra una reliquia inaudita: un niño cíborg que perdió la memoria. Lo nombra «Reg» y lo lleva al orfanato, donde se hace pasar por un huérfano, de manera que el personal lo acoge.
Tiempo después de la aparición de Reg, se halla en el Abismo el silbato blanco de Lyza, lo que indica su probable fallecimiento. Riko secretamente recibe este objeto y páginas con notas de su madre que se habían recuperado anteriormente, una de las cuales parece ilustrar que la exploradora se había topado con Reg en algún lugar de la séptima capa. La niña se convence de que está viva cuando entre los registros observa una carta, que cree está dirigida a ella y que contiene el críptico mensaje: «En el fondo del inframundo estaré esperando...» Riko decide emprender un descenso por el lugar, con el objetivo de encontrarse con Lyza y convertirse también en una Cave Raider legendaria, pero con seguridad morirá al bajar más allá de unos cientos de metros. Por esa razón, Reg, quien posee habilidades para protegerla, se ofrece a acompañarla, confiando en que de esa manera encontrará respuestas sobre su pasado.
Rápidamente se demuestra que hacen buen equipo: el niño se vale de sus capacidades mecánicas para mantenerlos a salvo y cazar a sus propios depredadores, de quienes se alimentan, y ella aporta su conocimiento sobre el lugar, para lo que cuenta también con las notas de Lyza. A medida que se desenvuelven en el entorno, se topan con personajes que, debido a la profundidad en que se hallan, suelen ser Silbatos Blancos. La primera es Ozen la Inamovible, quien se ha desquiciado al llevar tantos años en el Abismo y conoce a Lyza desde que esta era pequeña, y el siguiente es Bondrewd el Señor del Alba, un científico completamente corrompido que se desempeña como villano. Además, conforme descienden al dúo protagonista se suman de compañeros Nanachi, una de tantas víctimas de los experimentos de Bondrewd, y Faputa, princesa de un pueblo que vive en el Abismo.

### Temáticas y estilo
El estilo artístico del manga con frecuencia es descrito como «adorable», pero el contenido es sumamente oscuro; esto se aprecia en el contraste entre los niños, de aspecto «tierno», y el entorno amenazador del Abismo. Los personajes principales tienen proporciones caricaturescas, con caras grandes y extremidades pequeñas en comparación, algo reconocible en obras orientadas a niños. Incluso figuras introducidas más adelante, que viven en el Abismo y tienen un pasado traumático, conservan una apariencia «aniñada». A pesar de ello, Made in Abyss expone desde el inicio que es una serie para adultos, con una escena donde el personal del orfanato desviste a Riko y la deja colgada temporalmente, como castigo por sus travesuras. No es la única ocasión en que se muestra a infantes desnudos; por citar otro ejemplo, en el momento en que encuentran a Reg, los niños lo despojan de su ropa e inspeccionan su cuerpo, para determinar qué es. Así, las secuencias de contenido sexual, fetichista o morboso, generalmente adjudicadas a infantes, son un elemento característico de este manga.
La serie contiene también partes de extrema crueldad, como denota la Maldición del Abismo, que desfigura a todo aquel que ascienda y ofrece ocasión a escenas de horror corporal. Otro ejemplo puede ser Bondrewd, quien estudia este efecto y realiza experimentos que han dado muerte a muchísimos niños. Por si ello fuera poco, suele mutilar a las víctimas para obtener información científica. Este tiene una hija adoptiva, Prushka, cuyo fallecimiento por desmembramiento frecuentemente es citado como uno de los momentos más crueles y «enfermizos» de la serie. Semejante es el destino de Mitty, una niña condenada a vivir en forma de trozo de carne, que no puede hablar, razonar ni prácticamente morir. También a través de Bondrewd se tratan temas como el desprecio por la vida humana y la búsqueda de la inmortalidad. En opinión del analista Chris Chalmers, Made in Abyss presenta algunas de las secuencias más «desgarradoras» de la industria, las cuales, lejos de provenir del entorno, son causadas por seres humanos: «Aquellos que miran hacia el Abismo a veces descubren que este simplemente les devuelve la mirada».
La exploración y la fantasía inicialmente son los elementos centrales, aunque posteriormente la serie pasa a brindar más espacio a escenas de acción. Tsukushi establece rigurosamente el principio de causa y efecto, prueba de ello es que Riko se lastime el brazo temprano en la historia y siga llevando una férula muchos volúmenes después, o que Reg no recupere el brazo extensible una vez que Bondrewd se lo corta. El Abismo, intrínsecamente enigmático, aporta misterio y tenebrosidad al argumento. Además, al descender por este «se descubren restos de una civilización muerta hace mucho», lo que da como resultado «un viaje existencial en el tiempo, donde los seres humanos se transportan a un mundo donde son tanto presas como depredadores». Un tema que se explora durante el viaje de los protagonistas es la pérdida, evidenciado en los personajes que pululan en la séptima capa, quienes en ese punto indefectiblemente han sido despojados de algún ser querido y esperan encontrar algo que los «complete» nuevamente.

## Personajes
A continuación, se describe brevemente a los personajes principales, además de nombrarse a los seiyū de la versión original y a los actores de doblaje para España e Hispanoamérica:
- Riko (リコ?) es un niña de doce años que frecuentemente se mete en problemas, hija de una exploradora legendaria a quien quiere emular.[6] Tiene temperamento fuerte, es alegre y perspicaz, y desea huir del orfanato para explorar el Abismo.[1][6] Lyza había emprendido una expedición mientras estaba embarazada y parió a Riko en el agujero; la bebé murió, pero revivió gracias al poder de una reliquia en forma de caja. Por influencia de ese artefacto, la protagonista está destinada a volver al Abismo.[43] La determinación por encontrar a su madre a toda costa la lleva a atravesar situaciones críticas.[7][36] En el idioma original su seiyū es Miyu Tomita,[45] mientras que Tatiana Supervia se encargó de darle voz en el doblaje para España y Tamara Veppo, en el hispanoamericano.[46][47]

- Reg (レグ Regu?) es un niño cíborg amnésico que Riko encuentra en la primera capa.[7] De sus rasgos humanos se puede mencionar la tenencia de genitales y un sistema digestivo que se nutre con alimentos, aunque, de ser necesario, puede conseguir energías mediante una carga eléctrica.[7] Entre sus habilidades, destaca un rayo láser en la palma de la mano, que al usarse lo deja inconsciente un par de horas, y un brazo extensible que le permite descender por el Abismo rápidamente.[11][48] Frecuentemente tiene pesadillas que hacen alusión a su traumático pasado y, conforme va avanzando la trama, recupera algunos recuerdos.[8][42] En el idioma original su seiyū es Mariya Ise,[45] mientras que María Romeu se encargó de darle voz en el doblaje para España y Arelys González, en el hispanoamericano.[46][47]

- Nanachi (ナナチ?) era un infante a quien Bondrewd utilizó en un experimento, donde perdió parte de su humanidad a consecuencia de descender y regresar desde la sexta capa, lo que hizo que le afectara la Maldición del Abismo. Desarrolló así rasgos de conejo, que lo convierten en un kemonomimi.[8][33][49] Tras escapar de Bondrewd, se une a los protagonistas en el viaje, donde aprovecha para aportar sus vastos conocimientos sobre el entorno.[8] Tiene un humor cínico y una personalidad revoltosa.[49] El autor no aclaró el género del personaje cuando este era humano, pero sí que desde su conversión carece de sexo definido.[50] En el idioma original su seiyū es Shiori Izawa,[51] mientras que Roser Aldabó se encargó de darle voz en el doblaje para España y Victoria Grimaux, en el hispanoamericano.[46][47]

- Faputa (ファプタ Fāputa?) es considerada la princesa de un pueblo ubicado en la sexta capa, donde residen aquellos que han perdido la humanidad a causa de la Maldición del Abismo.[34][52] Desciende de una miembro del escuadrón Ganja, quien bajó por el hoyo muchos años antes del inicio de la historia.[52][53] Conoce a Reg previo a que este desarrollara amnesia y aparentemente eran cercanos.[34] Se la presenta como inestable e incomprensible, y también posee características kemonomimi.[11][54] Más adelante, se une a los personajes principales en la inmersión en la séptima capa.[11] En el idioma original su seiyū es Misaki Kuno,[54] mientras que no se la interpretó en español, porque su aparición en el anime se produce en la segunda temporada, que aún no está doblada.[47]

## Producción

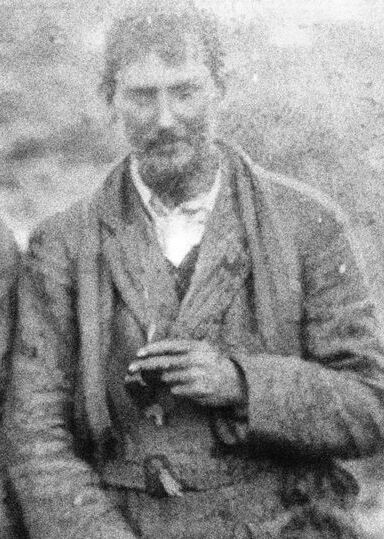
La premisa de la serie está inspirada en el manga La cumbre de los dioses, que a su vez hace alusión a George Mallory. En la fotografía, se aprecia al alpinista inglés en una expedición en el monte Everest en 1921.

Tsukushi, por entonces un aspirante a guionista de anime, comenzó a madurar la sinopsis de Made in Abyss tras su experiencia en Wizardry, videojuego de rol que alienta al usuario a crear su propio escenario. A continuación, sobrevinieron inspiraciones en el manga de Jirō Taniguchi La cumbre de los dioses, acerca de un fotógrafo que cree haber encontrado la cámara de George Mallory en el monte Everest, y en la novela gráfica de Hayao Miyazaki El viaje de Shuna. Como ávido consumidor de videojuegos de fantasía, optó por introducir ese género en la obra, al tiempo que notó cierta saturación de historias sobre «mazmorras [y de] peleas con espada y magia». No fue hasta que leyó Silver Spoon, de Hiromu Arakawa, que apostó por combinar elementos fantásticos con un ambiente naturalístico: «[Silver Spoon] trata de lo que te enseñan en una escuela agropecuaria y, al leerlo, aprendes muchísimas cosas. Cuando un personaje monta a caballo, se siente uno con la tierra; es como si hubiera madurado. No es fantasía, pero aprendí tanto que pensé: "¡Esto es fantástico!"»
La creación del Abismo proviene de una visita que el dibujante hizo al Museo Nacional de Ciencia de Japón, oportunidad en la que atendió a una exhibición de un árbol, donde viven decenas de miles de seres vivos, y se le figuró ambientar la historia en un entorno de similar índole. Lo separó en capas con la idea de provocar entusiasmo en el lector, cosa que a él le sucedía cuando veía un nuevo episodio de Galaxy Express 999, cada uno de los cuales presentaba un escenario diferente. Posteriormente, concibió un boceto sobre un personaje que se adentraba en una fosa y que en personalidad compartía rasgos con Riko y Reg. Con base en este ideó a los protagonistas, a quienes hizo niños al no gustar de dibujar adultos, y huérfanos dado que, a su juicio, «no tienen vínculos con nadie y constantemente están buscando sus orígenes». Además, siempre se había interesado en la noción de «una sociedad formada por niños, con reglas y convenciones diferentes a las de los adultos». El mangaka acostumbraba ilustrar escenas violentas y personajes mutilados ya en sus primeros años, y se inclinó por mantener esa tendencia en Made in Abyss, mezclándola con el diseño infantil de los personajes.
El manga Soredemo Machi wa Mawatteiru influyó en las ilustraciones, mientras que el libro de Kazuo Koike Técnicas para atraer personas hizo lo propio en la escritura de personajes y en la narrativa. De este último se tomó un elemento en particular: que la construcción de los personajes prime sobre la del universo. Según Tsukushi, la lectura de esta obra fue didáctica para comprender que «si los personajes están bien escritos, la historia se creará automáticamente a su alrededor e, inevitablemente, dará forma al mundo». Asimismo, perfiló la secuencia donde Riko pide a Reg que le rompa el brazo para sobrevivir cuando vio la película 127 horas, sobre Aron Ralston. En cuanto a personajes introducidos luego del primer volumen, añadió a Nanachi para que su apariencia contrastara con el malévolo Bondrewd. La idea original era que, llegado el momento, esta se sacrificara para salvar a sus amigos, pero el autor cambió de opinión al verse influido por la premisa del videojuego The Sword of Etheria —en el que había trabajado como diseñador—, que gira en torno a tres figuras que se apoyan entre sí.
Las viñetas están entintadas casi en su totalidad, pues solo se presta espacio al blanco si se requiere enfatizar un dibujo en concreto, y como resultado las páginas son más oscuras de lo acostumbrado. La razón de que en la obra dominen los tonos grisáceos es que, así, Tsukushi tiene «más libertad desde el punto de vista creativo». Aun cuando se trata de un manga sumamente detallado, los volúmenes tankōbon no tienen un tamaño mayor al habitual. El mangaka dispone de una tableta digitalizadora Wacom para ilustrar la serie y conserva un torso de niña artificial, del que se vale cuando necesita referencias sobre la anatomía de los personajes. También, colecciona cepillos de dientes infantiles y mochilas escolares, en clave de hacer una «representación adecuada» de Riko. Por lo demás, planeó el final con antelación y cuenta con un asistente, quien es amigo suyo desde el colegio secundario.
Con respecto a la adaptación, la primera temporada cubre hasta el tercer volumen, la película Made In Abyss: Dawn Of the Deep Soul hace lo propio con los cuarto y quinto, y la segunda temporada abarca hasta el décimo. El anime es fiel al material escrito, con más detalles en la flora y fauna del Abismo. Para evidenciar la inmensidad de la fosa, generalmente se enseña el entorno desde la perspectiva de los personajes e, inmediatamente después, se hacen tomas panorámicas. Tsukushi aportó ideas al equipo, ya que era menester ampliar el mundo para el anime; por caso, ideó que los ciudadanos de Ōrth usaran reliquias como combustible, algo que en la historieta no se muestra. El manga y el anime divergen además en la presentación del escuadrón Ganja, cosa que en el impreso se relata ininterrumpidamente a través de analepsis. En opinión de Hideyuki Kurata, adaptarlo exactamente no era plausible, porque esta parte ocuparía tres episodios y no se vería a los protagonistas en todo ese tiempo. Por lo tanto, en el programa las escenas retrospectivas se entremezclan con los sucesos que Riko, Reg y Nanachi viven en el presente. Además, así, las similitudes y diferencias entre este grupo y los protagonistas quedarían de manifiesto en un solo capítulo.

## Contenido

### Manga
El manga se publicó por primera vez el 20 de octubre de 2012 en la revista en línea Manga Life Win+ —que más tarde pasó a llamarse Web Comic Gamma—, de la editorial japonesa Takeshobo. Posteriormente, los capítulos se recopilaron en volúmenes tankōbon, el primero de los cuales salió a la venta en Japón el 31 de julio de 2013 y consta de unas doscientas páginas. El último tomo en publicarse es el décimo cuarto, el 8 de agosto de 2025. Debido a la atención en los detalles, Tsukushi ha mantenido un ritmo lento durante toda la serialización, prueba de ello es que en ocasiones llegue a haber un espacio de seis meses entre un capítulo y otro. En cuanto a demás versiones, Made in Abyss es distribuida en Estados Unidos por la editorial Seven Seas Entertainment, que en noviembre de 2023 lanzó una caja recopilatoria con los primeros cinco volúmenes, tanto en su país de origen como en Canadá. Por otro lado, Ivrea se hace cargo de la difusión para España desde abril de 2018 y empezó a publicar la obra un mes más tarde, con una periodicidad bimestral hasta que se alcanzara la edición original. Esta imprenta tiene también licencia para distribuirla en Argentina, donde el primer tomo salió al mercado el 18 de mayo de 2018. Al año siguiente, Panini comenzó la difusión en México y, ya en 2022, en Colombia.
En julio de 2017, se produjo un manga antológico titulado Made in Abyss Official Anthology e igualmente publicado en Web Comic Gamma. Consta de una serie de relatos cortos basados en el universo de Made in Abyss, pero escritos por otros autores, y se han publicado cinco volúmenes. Esta versión no ha sido imprimida en español, aunque Seven Seas la licenció para Norteamérica en diciembre de 2019 y empezó a publicarla en inglés el 29 de septiembre del siguiente año.
| Lista de volúmenes | Lista de volúmenes      | Lista de volúmenes     | Lista de volúmenes      | Lista de volúmenes     | Lista de volúmenes      | Lista de volúmenes     |
| #                  | Fecha de publicación    | ISBN                   | Fecha de publicación    | ISBN                   | Fecha de publicación    | ISBN                   |
| ------------------ | ----------------------- | ---------------------- | ----------------------- | ---------------------- | ----------------------- | ---------------------- |
| 1                  | 31 de julio de 2013     | ISBN 978-4-81-248380-0 | 3 de mayo de 2018       | ISBN 978-8-41-735673-6 | 13 de febrero de 2019   | ISBN 978-6-075-48726-7 |
| 2                  | 30 de junio de 2014     | ISBN 978-4-81-248716-7 | 1 de junio de 2018      | ISBN 978-8-41-749047-8 | 10 de abril de 2019     | ISBN 978-6-075-48858-5 |
| 3                  | 20 de junio de 2015     | ISBN 978-4-80-195274-4 | 2 de julio de 2018      | ISBN 978-8-41-753722-7 | 12 de junio de 2019     | ISBN 978-6-076-34024-0 |
| 4                  | 30 de abril de 2016     | ISBN 978-4-80-195516-5 | 25 de octubre de 2018   | ISBN 978-8-41-753794-4 | 7 de agosto de 2019     | ISBN 978-6-076-34109-4 |
| 5                  | 26 de diciembre de 2016 | ISBN 978-4-80-195720-6 | 3 de diciembre de 2018  | ISBN 978-8-41-769970-3 | 9 de octubre de 2019    | ISBN 978-6-076-34222-0 |
| 6                  | 29 de julio de 2017     | ISBN 978-4-80-196011-4 | 4 de febrero de 2019    | ISBN 978-8-41-777712-8 | 11 de diciembre de 2019 | ISBN 978-6-076-34453-8 |
| 7                  | 27 de julio de 2018     | ISBN 978-4-80-196339-9 | 20 de junio de 2019     | ISBN 978-8-41-792031-9 | 12 de febrero de 2020   | ISBN 978-6-076-34609-9 |
| 8                  | 30 de mayo de 2019      | ISBN 978-4-8019-6627-7 | 5 de agosto de 2019     | ISBN 978-8-41-806143-1 | 8 de julio de 2020      | ISBN 978-6-076-34742-3 |
| 9                  | 27 de julio de 2020     | ISBN 978-4-8019-7029-8 | 15 de octubre de 2020   | ISBN 978-8-41-845065-5 | 17 de febrero de 2021   | ISBN 978-6-075-68194-8 |
| 10                 | 9 de julio de 2021      | ISBN 978-4-8019-7390-9 | 16 de febrero de 2022   | ISBN 978-8-41-901021-6 | 24 de agosto de 2022    | ISBN 978-6-076-36219-8 |
| 11                 | 29 de julio de 2022     | ISBN 978-4-8019-7802-7 | 25 de enero de 2023     | ISBN 978-8-41-973003-9 | 19 de abril de 2023     | ISBN 978-6-076-3681-9  |
| 12                 | 31 de julio de 2023     | ISBN 978-4-8019-8108-9 | 15 de enero de 2024     | ISBN 978-8-41-015304-2 | 6 de marzo de 2024      | ISBN 978-6-075-78651-3 |
| 13                 | 30 de agosto de 2024    | ISBN 978-4-8019-8393-9 | 19 de diciembre de 2024 | ISBN 979-1-387-61903-9 |                         |                        |
| 14                 | 8 de agosto de 2025     | ISBN 978-4-8019-8710-4 |                         |                        |                         |                        |

### Anime
| Director             | Masayuki Kojima                    |
| Creador original     | Akihito Tsukushi                   |
| Composición          | Hideyuki Kurata                    |
| Dirección artística  | Osamu Masuyama Teru Sekiguchi (T2) |
| Diseño de personajes | Kazuchika Kise Yuka Kuroda (T2)    |
| Edición              | Masayuki Kurosawa                  |
| Música               | Kevin Penkin                       |

En diciembre de 2016, se anunció la realización de una serie animada de Made in Abyss producida por Kinema Citrus, dirigida por Masayuki Kojima y escrita por Hideyuki Kurata. El primer video promocional se difundió en marzo de 2017, misma fecha en que se reveló el reparto y más miembros del equipo de producción. Entre el 7 de julio y el 29 de septiembre de ese año, se transmitieron trece episodios de aproximadamente veinticuatro minutos cada uno, salvo el último, un especial de una hora. Sentai Filmworks licenció el programa para la emisión simultánea en Estados Unidos, mientras que Selecta Visión obtuvo los derechos de distribución en España y HIDIVE, para otros países hispanohablantes. Se produjo un doblaje para Hispanoamérica solo de la primera temporada, que se realizó en los estudios Paraíso en Córdoba (Argentina), con dirección de Aldo Lumbía y traducción de Hispano Language Advisory. Por otro lado, en España esta labor recayó en el estudio RMIXER de Barcelona, a cargo de David Corsellas, quien contó con Paco Galindo en la traducción.
Algunas plataformas que albergan Made in Abyss en su catálogo son ABEMA en Japón, Muse en el resto de Asia, Netflix en Latinoamérica, Anime Strike (Amazon) en Estados Unidos, HIDIVE también en ese país y AnimeBox en España. Asimismo, en Latinoamérica el programa se transmitió en Cartoon Network en el bloque Toonami. Por otra parte, Selecta Visión lanzó un Blu-ray en España y Sentai Filmworks hizo lo propio para Estados Unidos, con una colección que salió al mercado el 23 de octubre de 2018.
En mayo de 2021, se informó en la página web del programa de que se estaba produciendo una segunda temporada, que se estrenaría un año más tarde y se titularía Made in Abyss: The Golden City of the Scorching Sun. Animada por el mismo estudio y equipo creativo, emitió doce episodios desde el 6 de julio hasta el 28 de septiembre de 2022. Nuevamente, el último capítulo tuvo una extensión mayor al resto, con una hora de duración, y se transmitió en las cadenas japonesas AT-X, Tokyo MX, TVA, SUN, KBS, TVQ, STS y BS11. Sentai Filmworks y Selecta Visión también adquirieron los derechos para la secuela, con esta última lanzando una edición coleccionista del Blu-ray el 30 de junio de 2023. Muse, HIDIVE y Cartoon Network son algunas de las plataformas y cadenas que volvieron a incluir a Made in Abyss en su catálogo.
En enero de 2023, Kadokawa Shōten anunció que se produciría una secuela de Made in Abyss: The Golden City of the Scorching Sun, aunque no se especificó el formato.

#### Banda sonora

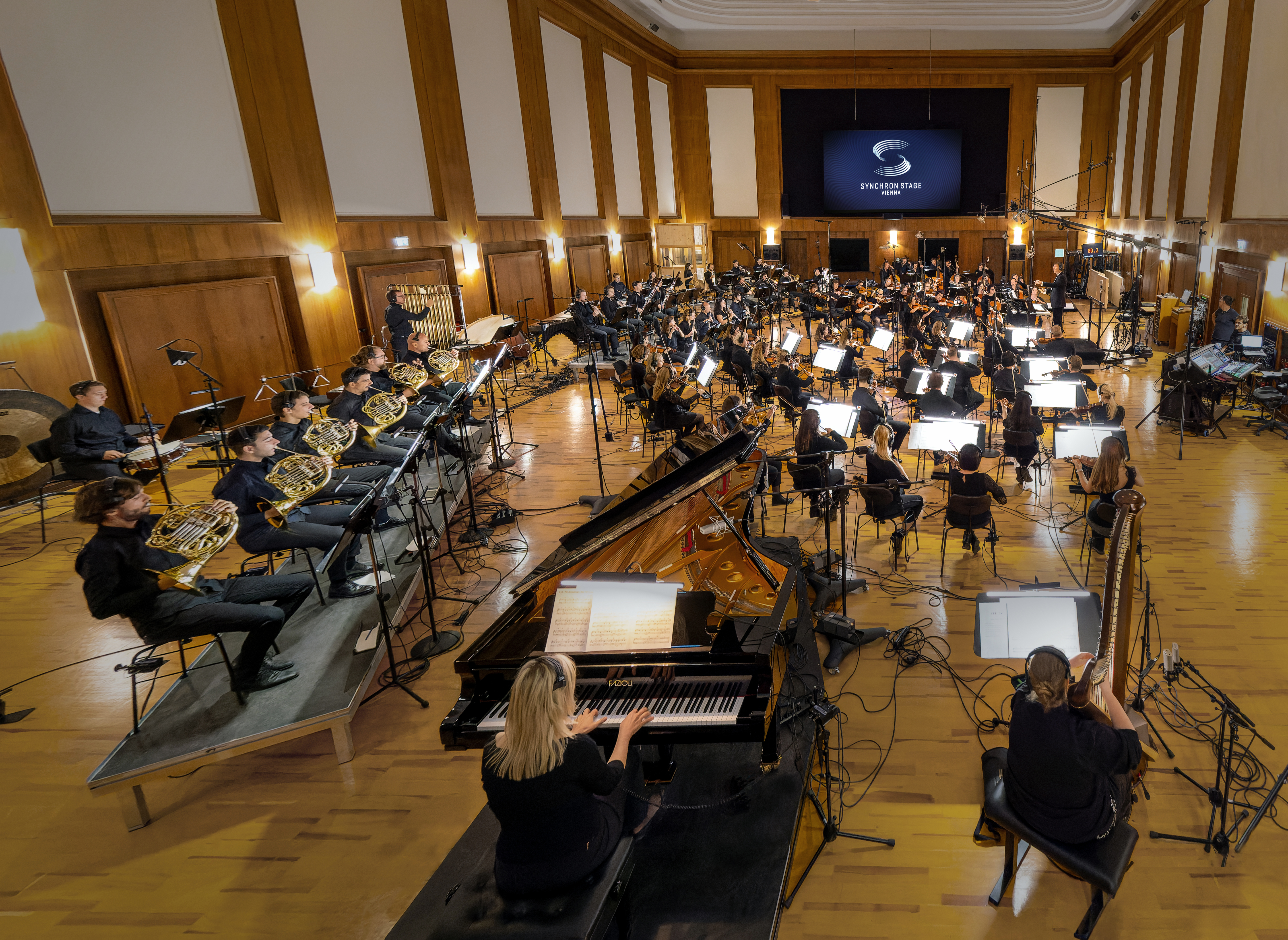
La grabación para la banda sonora del anime se realizó en el estudio Synchron Stage Vienna —en la fotografía—.

El autor de la banda sonora del anime, Kevin Penkin, había trabajado para Kinema Citrus en dos proyectos: Norn9 y Under the Dog. Hiromitsu Iijima lo había acompañado en las tres producciones, como productor. La música del programa está inspirada en piezas clásicas contemporáneas que el compositor australiano había estudiado en la escuela de arte. Penkin no necesitó interiorizar la historia o compenetrarse con los personajes para concebir la música del primer episodio, puesto que solamente se hizo con algunas ilustraciones del manga para comenzar el trabajo. Las grabaciones se llevaron a cabo en el estudio Synchron Stage Vienna en Austria y, aun con el amplio espacio que tenían a disposición, los artistas se valieron de una pequeña cantidad de músicos y equipo, con el objetivo de capturar mejor el sonido ambiente y de generar eco.
El tema de apertura es «Deep in Abyss», interpretado por Miyu Tomita y Mariya Ise —voces de Riko y Reg, respectivamente—, y el que da cierre es «Tabi no Hidarite, Saihate no Migite», trabajo de Tomita, Ise y Shiori Izawa —actriz de Nanachi—. El primer álbum de la serie se lanzó el 23 de agosto de 2017, dura 36 minutos, y contiene el ending en su versión original y otras. A este siguió uno que recopila la banda sonora completa, Made in Abyss Original Soundtrack, que se publicó el 27 de septiembre y que incluye 52 pistas en dos CD. Dos meses después, salió a la venta Radio in Abyss -Riko to Nanachi no Tankutsu Radio-, álbum que alberga los primeros nueve episodios en formato MP3. Con respecto a la segunda temporada, el tema de apertura es «Katachi», de Riko Azuna, en tanto «Endless Embrace», de MYTH & ROID, se utilizó como cierre. El 26 de octubre de 2022, se lanzó en Japón el álbum Made in Abyss: The Golden City of the Scorching Sun Original Soundtrack, que consta de 32 temas. El 21 de diciembre de ese año, se publicó también el disco Made in Abyss Character Song & Papa to Issho Original Soundtrack, que contiene siete pistas que salieron en el programa y en Papa to Issho, un cortometraje ambientado en el mismo universo.
A diferencia del programa, en las películas sí tuvieron presente el concepto de la obra para hacer la música. Penkin nuevamente estuvo a cargo, aunque la composición sonora para los cortometrajes La vida diaria de Marulk recayó en Naomi Niu. Los temas utilizados en las películas compilatorias son «Underground River», en dos ocasiones, con Raj Ramayya participando en una; y «reBirth», de Penkin y Takeshi Saito. El tercer largometraje tiene como canción introductoria «Forever Lost», interpretado por MYTH&ROID, y el álbum Made in Abyss the Movie: Dawn of the Deep Soul Original Soundtrack, de treinta pistas, se publicó el 17 de enero de 2020.

### Películas
En marzo de 2018, se anunció la producción de dos películas que compilarían el contenido de la primera temporada del anime: Made in Abyss: Journey's Dawn y Made in Abyss: Wandering Twilight, que se estrenarían a principios del año siguiente y tendrían a cargo al equipo creativo de la serie. La primera dura alrededor de dos horas y abarca los ocho episodios iniciales, de una forma que resulta casi idéntica al programa, excepto por un prólogo original, de cuatro minutos, que muestra escenas de Lyza mientras estaba embarazada de Riko. Por otra parte, se suprimieron en buena medida las secuencias donde los protagonistas aprenden tácticas de supervivencia durante su tiempo con Ozen. En tanto, la segunda película se hizo con base en el material de los últimos cinco episodios y eliminó gran parte del noveno, donde Riko debe sobrevivir en el Abismo mientras aguarda que Reg retome la consciencia tras haber usado el rayo láser. Contiene dos escenas que no habían salido en el anime: una de un recuerdo de Reg y otra, centrada en Bondrewd. En el final se agregó además una introducción para la tercera película, que en ese momento ya se había anunciado. El 27 de noviembre de 2019, ambos filmes se lanzaron al mercado japonés en formato Blu-ray y DVD.
El tercer largometraje, Made in Abyss: Dawn of the Deep Soul (2020), es una continuación directa de la primera temporada del anime y está producido por el mismo equipo. Con más de una hora y media de duración, toma lugar en el momento en que los protagonistas llegan a la zona del Abismo donde reside Bondrewd, a quien deberán enfrentarse. Justamente, la premisa basada en este villano, que ofrece ocasión a escenas violentas, hizo que la película fuera clasificada para mayores de quince años, cuando las anteriores habían podido verse de los doce en adelante. La entrega estuvo acompañada de cuatro cortometrajes titulados La vida diaria de Marulk, que salían en pantalla antes de cada proyección, uno a la semana. Con respecto al formato doméstico, Selecta Visión publicó un Blu-ray, con el título de Made in Abyss: el amanecer del alma profunda y una opción para oírla en español.
En junio de 2021 Deadline Hollywood informó de que el estudio Columbia Pictures, propiedad de Sony, había encargado a Kevin McMullin un guion para una película de imagen real basada en Made in Abyss. El proyecto sería producido por Vertigo Entertainment, que entre sus antecedentes tiene la realización del largometraje Death Note (2017), también inspirado en un manga.

### Videojuego
Spike Chunsoft desarrolló un videojuego con base en el anime, Made in Abyss: Binary Star Falling into Darkness, lanzado el 2 de septiembre de 2022 y disponible para PlayStation 4, Nintendo Switch y PC. La distribución en España corrió a cargo de Meridiem Games. El título tiene dos maneras de jugarse: «Hello Abyss», un modo historia que sigue los acontecimientos de la serie hasta el octavo episodio, y «Deep in Abyss». En la primera se utiliza a Riko, quien tiene una barra de salud y un medidor de hambre, que el jugador puede reponer recolectando alimentos y preparándolos. También, al asumir este personaje se debe luchar con los enemigos que se interpongan en el camino, además de llevar una mochila que, dependiendo de lo que se cargue en ella, afecta la velocidad de Riko. Es necesario completar este escenario para desbloquear «Deep in Abyss», donde el usuario controla a un Cave Raider —a quien puede diseñar a gusto— y tiene libertad para explorar el Abismo.

## Recepción

### Críticas
El manga recibió críticas ampliamente positivas por la forma en que combina diseños de personajes «lindos y suaves al tacto», con un siniestro desarrollo de la historia. Ramen para Dos considera que el éxito de la obra reside en que capta la atención de la audiencia gracias al carisma de los protagonistas, quienes tienen «una relación que recuerda a las de Studio Ghibli, donde la amistad prima sobre cualquier cosa». Otros aspectos destacables para este sitio web son el apartado técnico de los escenarios y la manera en que «nos hace retroceder a los mejores recuerdos de los mundos de aventura y fantasía de nuestra infancia —Labyrinth, The Dark Crystal, Willow—». Para Jay Gibbs, de Comicsverse, la narrativa es un punto fuerte en virtud de que no se brinda información clave sin tasa, sino que se hace de «manera natural, nada forzada». James Beckett, de Anime News Network, opinó favorablemente sobre la introducción de Nanachi en la historia, porque tiene una personalidad sarcástica que funciona como atenuante en los momentos más intensos, y porque sus interacciones con Reg aportan una cuota de gracia hasta entonces nunca vista en la serie. Con respecto a los volúmenes posteriores, Kevin Cormack aseveró en Anime News Network que se mantiene la «cautivadora narrativa» y que se producen nuevos misterios. Se mostró conforme con el arte de Tsukushi, que le pareció muy original, y dijo que los personajes «son una rara mezcla entre las figuras moe de Shōjo Shūmatsu Ryokō y los luchadores hiper detallados de Alita: Battle Angel».
Cecilia D'Anastasio, de Kotaku, quien en el momento de publicar la reseña solo había visto los primeros cinco episodios, dijo que Made in Abyss estaba «restaurando [su] fe en los animes de fantasía contemporáneos», en virtud de la dirección de Masayuki Kojima, la capacidad de generar intriga, la construcción del mundo y los diseños de los monstruos. La analista lo comparó con Puella Magi Madoka Magica por el estilo artístico de los personajes y otros tantos «detalles empalagosos», y por el escenario que paulatinamente se vuelve sombrío y violento. Gibbs también opinó sobre el diseño de los niños, quienes, con sus «extremidades delgadas, parecidas a cuerdas, y sus cabezas grandes en comparación», tienen «reacciones exageradas y parecen aún más pequeños». Además, afirmó que «la emoción infantil se transmite bastante bien, incluso cuando Riko encuentra las reliquias más insignificantes». La segunda temporada tuvo una recepción algo más mesurada del público, pero eso no fue óbice para que la prensa comentara favorablemente sobre ella; por caso, Stormie McNeal escribió en Game Rant que esta se centra en la construcción del mundo de Made in Abyss y que, por lo tanto, añade profundidad a la historia. En tanto, Beckett se refirió en buenos términos sobre los primeros tres episodios, donde los protagonistas ingresan en la sexta capa; a su juicio, se recuperó algo del «espíritu aventurero» que se había perdido en Made in Abyss: Dawn of the Deep Soul.

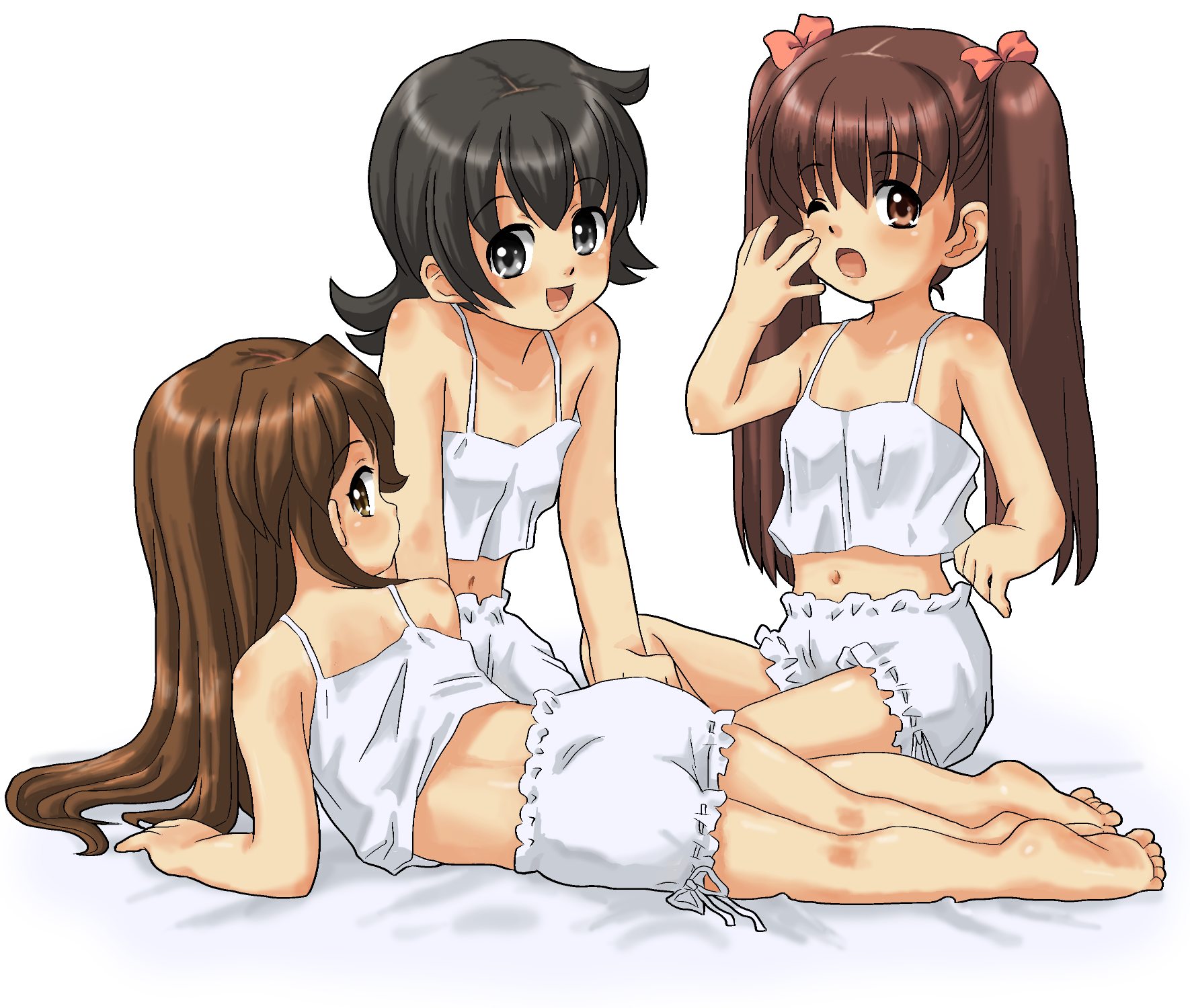
La protagonista de Made in Abyss es una niña y prácticamente desde el inicio se la enseña desnuda. Un analista de Anime News Network señaló que, al sexualizar a Riko, la obra adquiere características lolicon —en la imagen, personajes de este estilo—, lo que tiene un impacto negativo en el público occidental.

La obra no estuvo exenta de comentarios negativos de los medios de comunicación, que se centran en el contenido morboso, la violencia extrema y las recurrentes alusiones sexuales. Rebecca Silverman, de Anime News Network, cuestionó esto desde el principio, al señalar que la escena donde cuelgan a Riko como castigo «se siente dolorosa e innecesariamente sexual». En su opinión, este tipo de material alejaría a más de un lector. Por cómo se la representa en la obra, podría catalogarse a Riko como una Lolita —es decir, una niña que es objeto de deseo sexual—, algo que los lectores occidentales hallaron inquietante. Cuando reseñó los volúmenes once y doce, Cormack valoró negativamente aspectos de similar índole, particularmente una secuencia de carácter fetichista protagonizada por niños con discapacidades. A Beckett, por su parte, le disgustó la violencia empleada; por citar un ejemplo, encontró desagradable el momento en que Reg conoce a Faputa, donde esta «lo mutila en el ombligo y en el muñón del brazo, por no mencionar que le olfatea el pene sin su consentimiento». Además, calificó de «horrible» y «repugnante» la parte en que Riko y Nanachi descubren que Faputa insertó cabello de ellas en el trasero de animales putrefactos.
En cuanto a las películas, Theron Martin indicó en Anime News Network que la primera adapta correctamente el anime, si bien «hay algunos pasajes donde se nota que faltan detalles», y elogió la animación, «uno de los mejores productos de los últimos tiempos». Nathaniel Muir coincidió en AIPT Comics, al aseverar que el apartado técnico «presta atención a cada detalle», aunque dijo también que paulatinamente «muchos escenarios comienzan a verse similares» y que «hay una sorprendente falta de las criaturas de las que todo el mundo parece hablar». Fue especialmente crítico con el ritmo de Journey's Dawn, en su opinión, demasiado acelerado. Por otra parte, una analista de IGN consideró al prólogo como el material original más interesante del filme, pero el resto le pareció un simple resumen. Martin también reseñó la segunda película y se mostró aún más satisfecho con la edición. Liam Spencer aseveró en Comic Book Resources que la tercera producción es «un placer visual» y calificó a Bondrewd como un antagonista convincente. Anime UK News, por su lado, encontró más interesante a Prushka, por «crear una conexión entre el espectador y la historia».
La banda sonora del programa y de las películas recibieron críticas positivas de los especialistas; tal es el caso de un revisor de Ramen para Dos, que en su análisis del primer episodio escribió que la música «[es] delicada, acompaña y llena cada minuto del capítulo dotando a cada momento el empaque que necesita la historia para que fluya como el agua». Otro periodista de ese sitio web mencionó que el opening es «pegadizo [e] invita a la aventura», en tanto James Beckett, de Anime News Network, elogió las pistas y el diseño de sonido. Por otra parte, Ramen para Dos consideró que la banda sonora de Made in Abyss: Dawn of the Deep Soul en general pasa desapercibida, excepto en escenas de batalla o de naturaleza emotiva. Patrick Armstrong elogió en Game Rant que Made in Abyss: Binary Star Falling into Darkness permita explorar el Abismo, que juzgó como una de las mejores facetas del juego. Escribió, además, que la inteligencia artificial que controla a los enemigos no es especialmente difícil de superar, y que el hecho de que las armas se debiliten a medida que se las usa da lugar a una experiencia realista. La reseña de Ramen para Dos alaba el videojuego por cómo plasma el «vínculo entre niña y reliquia» y la manera en que Riko «establece vínculos emocionales» con los demás personajes. También, opina en buenos términos sobre la animación y la banda sonora, a la que considera «el mejor apartado de todo juego. La variedad de músicas o melodías es tremenda, y consiguen adentrar al jugador en el mundo de Ōrth y del Abismo».

### Popularidad
En sus inicios la obra no fue precisamente un éxito de ventas, pero una vez convertida en anime el rendimiento comercial mejoró hasta alcanzar las 3,33 millones de copias en circulación, a fecha de febrero de 2020. En otros formatos también tuvo buenos resultados, ya fuera en ventas de los Blu-ray del anime o en la taquilla de Made in Abyss: Dawn of the Deep Soul. De acuerdo con Comic Book Resources, en 2022: «La serie [...] se ha establecido rápidamente como una de las producciones más elaboradas de la industria del anime y ha conseguido una fiel base de fanáticos en el camino». Al mismo tiempo, Patrick Armstrog hizo un comentario similar en Game Rant, cuando en su reseña del videojuego escribió que «el manga y el anime [de Made in Abys] crearon una legión de seguidores devotos dispuestos a seguir la historia en cualquier medio». No obstante, Stormie McNeal, también de ese sitio, percibió que la segunda temporada tuvo una recepción moderada, lo que adjudicó a los cinco años que se lleva con su predecesora: «[...] Fue demasiado tiempo de espera. Muchos fanáticos simplemente perdieron interés en la serie, y los que sí querían una segunda temporada no se enteraron de que se estaba produciendo, debido a que no se la promocionó lo suficiente».
Crunchyroll escogió los cien mejores animes de la década de 2010 y colocó a Made in Abyss entre los primeros veinticinco. De manera semejante, IGN lo enlistó entre los mejores animes de esa década, y Lauren Orsini, quien trabaja para Forbes, lo nombró uno de los mejores programas animados estrenados entre 2016 y 2017. En 2018, figuró como uno de los animes recomendados por el jurado del Festival de arte de Japón. En 2023, IGN lo posicionó vigésimo primero en la lista de los 25 mejores animes de todos los tiempos, por ser «una historia poco común, [...] fascinante y desgarradora, que se alimenta de la desesperación y la esperanza en igual medida». Por lo demás, Nanachi es quizás el personaje que mayor notoriedad obtuvo, ya desde su introducción en el tercer volumen. Entre otras cuestiones, su popularidad fue la razón de que Tsukushi desechara la idea inicial de que muriera luchando contra Bondrewd. Adicionalmente, Nanachi hace una aparición en un episodio de la segunda temporada de Pop Team Epic, cuyo manga también lo publica Takeshobo.
En octubre de 2018 se incluyeron diseños de personajes basados en Riko, Reg y Nanachi en el videojuego Aion: The Tower of Eternity, además de agregarse mazmorras y otros elementos inspirados en la serie. La franquicia colaboró en 2019 y en 2023 con la panadería Usagiza Lepus, que fabrica masas con imagen en conejos; por ello, moldearon los Christstollen y las galletas con imagen en Nanachi y en Neritantan —una de las especies que habitan el Abismo—. En la segunda oportunidad, en el local se vendieron también tazas con diseños de Made in Abyss. Otra campaña fue la que se produjo en marzo de 2023 con las tiendas de descuento Don Quijote Co., que comercializaron múltiples productos relacionados con la serie. A partir de junio de ese año, una serie de máquinas tragamonedas hechas por Mizuho Corporation y con diseños inspirados en la obra se distribuyó en varios sitios de Japón.

### Mercadotecnia
La mayoría de productos basados en Made in Abyss están inspirados en Nanachi; por citar ejemplos, se lanzaron figuras y colonias con su imagen. En 2022, con motivo de su quincuagésimo aniversario, la editorial Takeshobo confeccionó una serie de artículos sobre sus mangas, entre ellos Made in Abyss. También, Kadokawa Shōten fabricó un perfume del aroma que desprendería Faputa, que se elaboró bajo la supervisión de Tsukushi. No solo existen productos con imagen en los protagonistas, puesto que además se lanzó mercadotecnia sobre personajes secundarios, como Maaa —que aparece en el pueblo de la sexta capa— o Meinya —mascota de Riko—. De manera semejante, se realizó un muñeco Nendoroid de Bondrewd, que no incluyó baterías para las luces del casco.
Good Smile Company fabricó dos muñecos Nendoroid de Reg y Faputa que, entre otras características, incluyen caras alternativas para cambiarles la expresión, así como ropas y armas adicionales. La línea tuvo un relanzamiento en mayo de 2024. Poco después, estuvieron disponibles en la tienda AMUNIBUS dos modelos de tazas basados en la segunda temporada, con estampados de Nanachi y Faputa, que cambiaban de diseño una vez se vertía la bebida en ellas. Faputa inspiró también una figura tridimensional de polipiedra manufacturada por Prime 1 Studio, a cuyas copias se podía acceder a través del sitio web del anime. Del mismo modo, Cospa lanzó cuatro modelos de camisas hawaianas con diseños del anime. Adicionalmente, se pusieron en venta joyas, auriculares, fundas para celulares, estuches, peluches y llaveros inspirados en la obra.

### Premios
En 2017, Made in Abyss compitió por el premio al mejor manga web concedido por Pixiv y Nippon Shuppan Hanbai, donde quedó en los primeros cincuenta lugares, en una elección de 1600 títulos. En 2018 estuvo entre las candidatas al Manga Taishō, galardón que se entrega anualmente a la mejor historieta nueva y en el que, sin embargo, resultó octava. Al mismo tiempo, en los Crunchyroll Anime Awards estuvo nominado a las categorías anime del año, serie dramática, héroe del año —Nanachi—, villano del año —Bondrewd— y banda sonora, de las cuales ganó la primera y la última. En 2023 obtuvo el «premio a la excelencia» en los Japan Cartoonists Association Awards, y nuevamente se lo nominó en varias categorías de los Crunchyroll Awards: mejor secuela, serie dramática, serie de fantasía, banda sonora y actuación de voz en japonés —Misaki Kuno, por interpretar a Faputa—, aunque no se hizo con ninguna.